# Diplopauropodidae
Diplopauropodidae –rodzina skąponogów z rzędu Tetramerocerata i nadrodziny Pauropodoidea.

## Opis
Należące tu skąponogi charakteryzują się dolną gałązką czułek z jedną szczecinką (setae) i jednym globulus. Posiadają dwa pola analne: jedno na sternum i jedno na tergum. Ciało mają wrzecionowatego kształtu. Dorosłe posiadają do 9 par odnóży, z których pierwsza i ostatnia są 5-ssegmentowe, a pozostałe 6-segmentowe.

## Występowanie
Znane z rejonów: nearktycznego i neotropikalnego.

## Systematyka
Do rodziny tej należą 2 rodzaje:
- Adelphopauropus Scheller, 2013[2]
- Diplopauropus Scheller, 1988[1]